# Barjas
Barjas est une commune espagnole (municipio) de la comarque de El Bierzo,  dans la province de León, communauté autonome de Castille-et-León, au nord-ouest de l'Espagne. 
Elle s'étend sur 62,66 km2 et comptait environ 251 habitants en 2011.

## Communes limitrophes
| Piedrafita del Cebrero (Lugo) | Vega de Valcarce | Trabadelo |
| Folgoso do Courel (Lugo)      | Barjas           | Trabadelo |
| Folgoso do Courel (Lugo)      | Oencia           | Corullón  |

## Localités de Barjas
- Albaredos (es)
- Barjas
- Barrosas
- Busmayor
- Campo de Liebre
- Corporales
- Corrales
- Guimil
- Moldes
- Mosteiros
- Peñacaira
- Quintela
- Serviz
- Vegas do Seo